# Heinz Puvogel
Heinz (Hinrich) Puvogel (* 17. April 1891 in Bassen; † 1980) war ein deutscher Unternehmer.

## Leben
Puvogel arbeitete seit 1909 im Hag-Konzern.
Ende der 1960er Jahre war er Aufsichtsratsvorsitzender sowohl der Kaffee Hag AG als auch der Focke-Wulf GmbH. Zudem fungierte er als Geschäftsführer der Böttcherstraße GmbH und der Bremer Werkschau GmbH.
Er war seit 1919 verheiratet mit Herta Schröder und galt als Kunstliebhaber.

## Auszeichnungen
- Großes Bundesverdienstkreuz

## Belege
1. ↑  Nicola Vetter: Ludwig Roselius: ein Pionier der deutschen Öffentlichkeitsarbeit, Hauschild, Bremen, 2002, S. 157.
2. ↑  Walter Habel (Hrsg.): Wer ist wer? Das deutsche who's who. XV. Ausgabe von Degeners wer ist's?, Berlin 1967, S. 1517.

| Personendaten    | Personendaten         |
| ---------------- | --------------------- |
| NAME             | Puvogel, Heinz        |
| ALTERNATIVNAMEN  | Puvogel, Hinrich      |
| KURZBESCHREIBUNG | deutscher Unternehmer |
| GEBURTSDATUM     | 17. April 1891        |
| GEBURTSORT       | Bassen                |
| STERBEDATUM      | 1980                  |